# Casalini

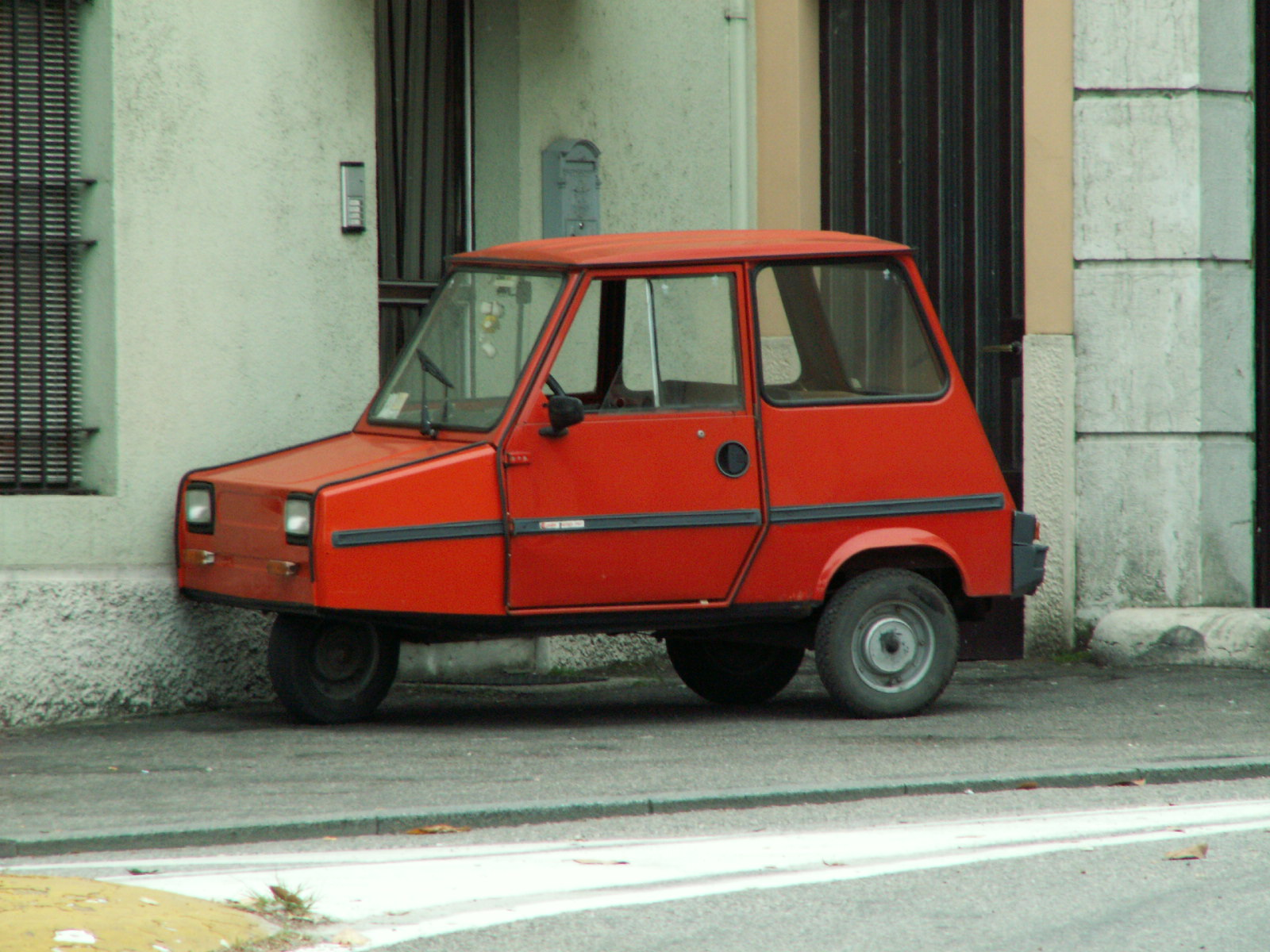
Sulky (1969-1994) - wersja trzykołowa

Casalini S.r.l. – włoskie przedsiębiorstwo branży motoryzacyjnej specjalizujące się w produkcji mikrosamochodów. Siedziba przedsiębiorstwa Casalini mieści się w mieście Piacenza.
Przedsiębiorstwo powstało w 1939 roku. Początkowo wytwarzało wyłącznie motorowery i skutery. W 1971 rozpoczęło produkcję mikrosamochodu Sulky, który sukcesywnie przez wiele lat rozwijało i modernizowało. W 2000 roku wprowadziło na rynek model mikrosamochodu SulkYdea, a w 2004 roku mały pojazd dostawczy Sulkycar.

## Modele
Osobowe
- Casalini Sulky
- Casalini SulkYdea

Dostawcze
- Casalini SulkYpick-up
- Casalini SulkYcar